# Секундогенитура
Секундогенитур или Секундогенитура (Sekundogenitur; на латински: secundus – „следващ, втори“ и genitus – „роден“) е страничната линия, основана от второ-родения или следващият роден от една благородническа фамилия. Това е особена форма на наследствена подялба, която дава повече собственост и престиж, отколкото при норманото обезщетение. Основаването на странична линия е възможно, ако не се употребава Примогенитур (когато само първороденият получава наследството, а другите нищо.). Наследи ли последно-роденият всичко, се говори за Ултимогенитур/ Ултимогенитура.
Секундогенитури са били м. др.:
- Кралство Армения 63 – 224 г.
- Саксония-Вайсенфелс
- Саксония-Цайц
- Саксония-Мерзебург
- Хесен-Хомбург
- Ханау-Мюнценберг-Шварценфелс
- Хабсбург-Тоскана
- Вюртемберг-Мьомпелгард
- Маркграфство Бранденбург-Кюстрин
- Бурбон-Парма, Бурбон-Сицилия